# 马天骥
马天骥（？—？），字德夫，衢州人，南宋政治人物。

## 生平
马天骥在绍定二年（1229年）中进士，补签书领南判官厅公事。转任秘书省正字兼沂靖惠王府教授。转任秘书省校书郎，升任著作佐郎。轮值上殿策对，用司马光五规的名义，分条上奏时事敝端，言辞恳切率直。升任考功郎官，入宫回答皇帝问话，说：“周世宗再天下四分五裂之时，一心振奋刷新，还能转弱为强，陛下有能够做到的条件，乘着可为之势，一转变只需瞬间。”
转任秘书监、直秘阁、知吉州。转任宗正少卿，以秘阁修撰知绍兴府，主管浙东安抚司公事兼提举常平。权兵部侍郎，授为沿海制置使，差遣为知庆元府。改任知池州兼江东提举常平。改任知广州兼广东经略安抚使。
宝祐四年（1256年），升任礼部侍郎，兼直学士院，兼侍读，兼国子祭酒。拜为端明殿学士、同签书枢密院事，封信安郡侯。宝祐五年（1257年），被殿中侍御史朱熠、右正言戴庆炣、监察御史吴衍翁应弼等人弹劾罢职，依旧职提举洞霄宫。景定元年（1260年），知衢州，被兵部侍郎章鉴弹劾罢职。有旨，依旧职予祠。起知福州、福建安抚使，以职事修举，升任大学士。改知平江府。又改知庆元府兼沿海制置使，提举洞霄宫。夺职罢免祠奉。咸淳三年（1267年），追夺执政的待遇，送到信州居住。咸淳四年（1268年），下令随便居住，解除编管，后在家中去世。

## 延伸阅读
[在维基数据编辑]
 《宋史/卷420》，出自脱脱《宋史》